# Bugacpusztaháza
Bugacpusztaháza é um município da Hungria, situado no condado de Bács-Kiskun. Tem 43 km² de área e sua população em 2015 foi estimada em 249 habitantes.